# Numeração de borda
Numeração de borda é um elemento da película cinematográfica utilizado para identificação de cada fotograma, facilitando os processos de montagem de negativo e conformação de copião. É o correspondente, no sistema filme, ao timecode do sistema vídeo.

## Características

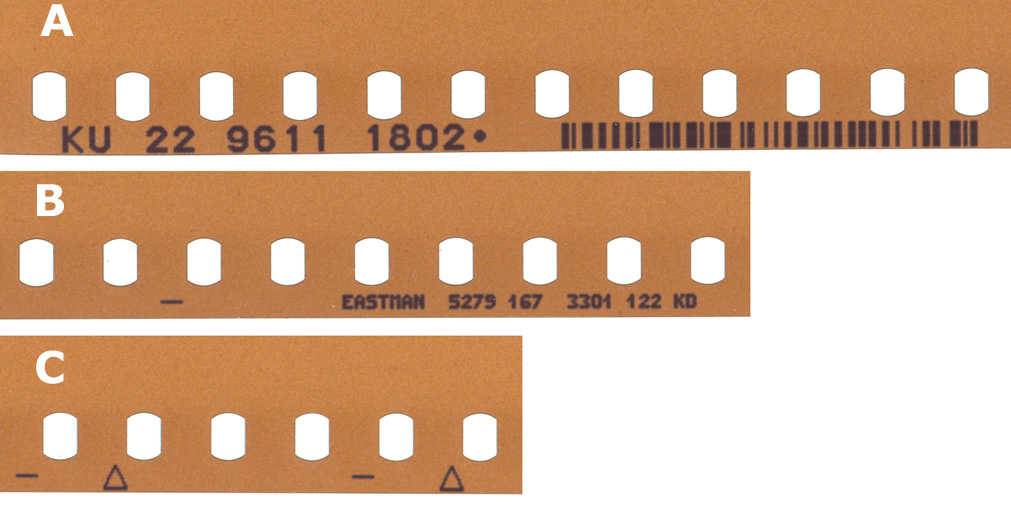
Imagens de numeração de borda de um filme 35 mm fabricado pela Kodak: (A) O número Keykode legível e a seu lado o código de barras correspondente. (B) Alguns fotogramas adiante, a informação de identificação do filme. (C) indicadores aleatórios para facilitar a montagem de negativo.

A numeração de borda (em inglês "edge numbers" ou "key numbers" ou ainda "footage numbers") é uma série de números e letras impressas na borda do filme negativo. Na película de 35 mm, essa numeração é impressa e incrementada a cada 16 fotogramas ou 64 perfurações, correspondendo a um pé de filme. No 16 mm, a numeração é colocada a cada 20 fotogramas ou perfurações, correspondendo a "meio pé" (6 polegadas).
No processo de fabricação do negativo, os números de borda podem ser colocados através de dois métodos:
o método da imagem latente expõe a borda do filme enquanto este passa pela máquina de perfuração. Este método é utilizado no fabrico de negativos em cores, e os números só serão visíveis no filme revelado.
o método da tinta visível imprime diretamente sobre a superfície da borda do filme, utilizando uma tinta que não é afetada pelos processos fotográficos. É utilizado principalmente em filmes preto-e-branco, e permite que os números sejam visíveis mesmo quando o filme ainda não foi exposto.

## Processo de montagem

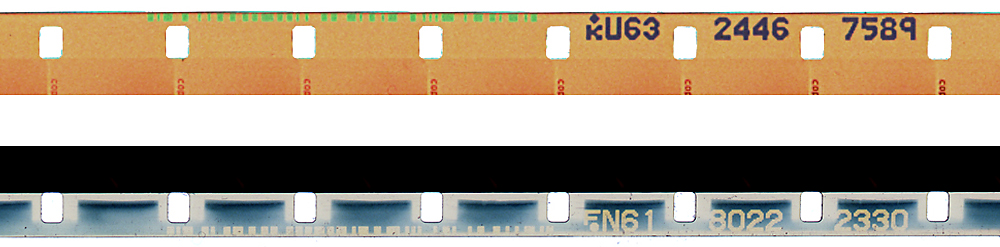
Imagens de numeração de borda de filmes 16 mm, de um negativo da Kodak (acima) e de um positivo da Fuji (abaixo).

A numeração de borda, impressa no negativo, é transferida para as cópias positivas (copiões) que serão utilizadas no trabalho de montagem, enquanto o negativo é mantido intocado no laboratório.
Quando a montagem é finalizada, o copião montado é enviado para o laboratório, a fim de que seja feita a montagem de negativo. Cada pedaço de copião cortado e colado em seqüência é identificado pela sua numeração de borda, facilitando a localização de cada pedaço de negativo, que é então montado de acordo com as decisões originais do montador.

## Keykode
Introduzido em 1990 pela Eastman Kodak, o Keykode é um avanço no sistema de numeração de borda, consistindo de uma série de letras, números e símbolos.
Com a crescente utilização dos processos de telecinagem e montagem em vídeo para finalização de filmes cinematográficos, a Kodak desenvolveu um sistema de impressão de código de barras ao lado de cada número, permitindo que os dados sejam lidos por uma máquina e manipulados por computador. Um banco de dados associando cada número de borda do filme a um timecode de vídeo permite que o programa de montagem digital componha uma "lista de corte" para orientar a montagem do negativo.
Além disso, o próprio número visível tornou-se mais legível, facilitando os processos de laboratório.
Exemplo de Keykode
KU 22 9611 1802
- As primeiras duas letras indicam o código do fabricante (K=Kodak, F=Fuji) e da emulsão, sendo que cada tipo de emulsão é indicado por uma letra [2].
- Os 6 algarismos seguintes identificam o número do rolo de filme.
- Os 4 algarismos finais indicam o número seqüencial de cada fotograma dentro do rolo.

Como, em filmes 35 mm, há apenas um número para cada 16 fotogramas, o Keykode é completado por um símbolo de adição (+) e mais dois algarismos, indicando a distância de cada fotograma ao número mais próximo.
Assim, "1802+00" é o identificador do fotograma sobre cuja borda está o número 1802. O próximo fotograma é o "1802+01", o seguinte é o "1802+02", etc. Até o "1802+15", que vem imediatamente antes do próximo número impresso, correspondendo ao fotograma "1803+00".